# Louis-Joseph Noyal
Pour les articles homonymes, voir Noyal.
Louis-Joseph Noyal, né le 18 janvier 1805 à Paris où il est mort le 15 avril 1846, est un peintre français.

## Biographie
Louis-Joseph Noyal est le fils de Marie Michel Noyal et de Louise Sophie Victoire Tricourt.
Peintre à la manufacture des Gobelins, il est portraitiste et expose au Salon de 1833 à 1845.
En 1826, il épouse Alexandrine Emélie Lamotte.
Il meurt à son domicile de la rue Mouffetard à l'âge de 41 ans.

## Œuvres
- Dreux, musée d'Arts et d'Histoire :

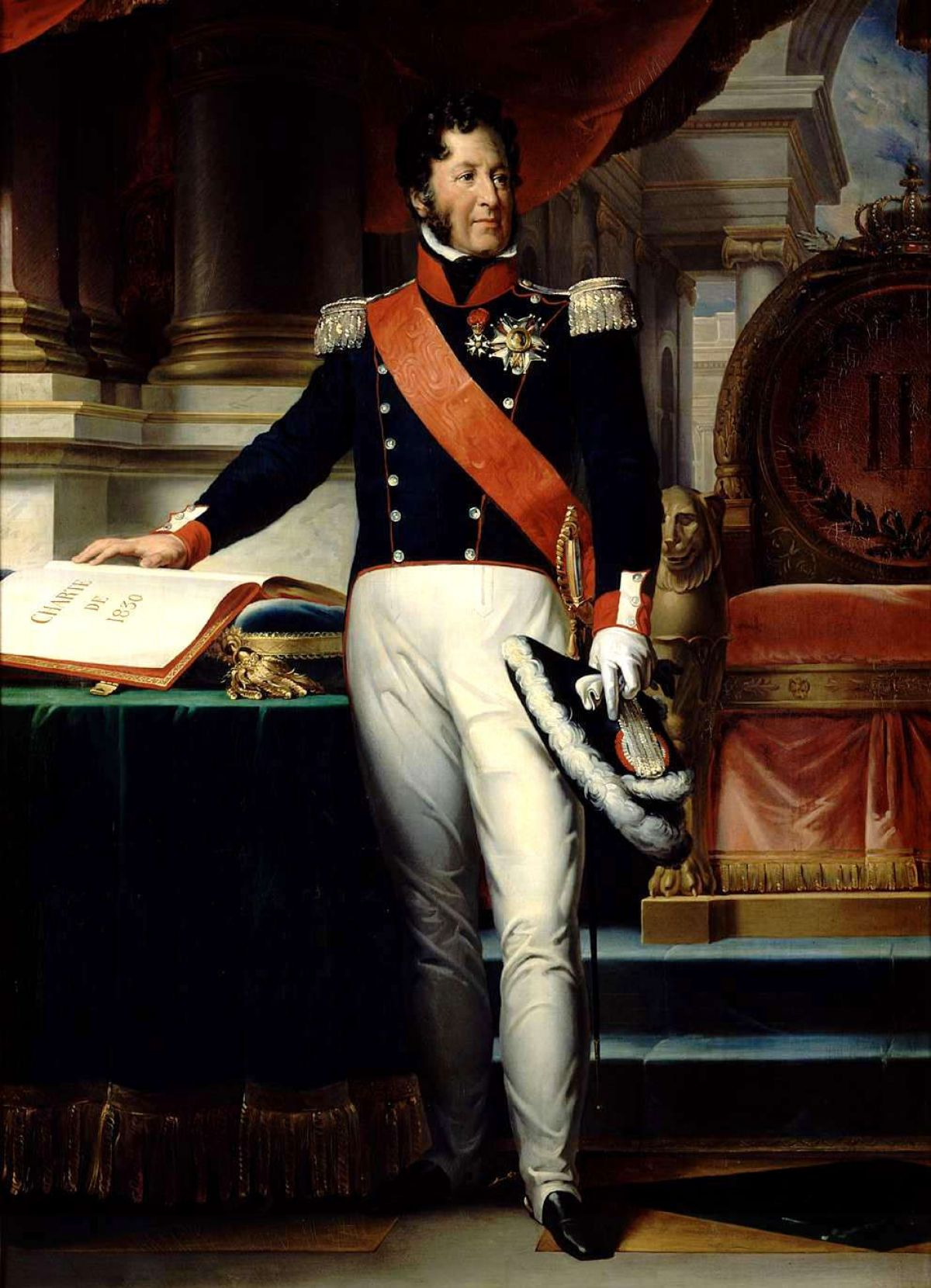
Louis-Philippe, musée de Dreux.

  - Louis-Philippe, roi des Français, prête serment sur la charte, huile sur toile, vers 1833, dépôt de l’État (inv. D952.13.1).
- Orléans, musée des Beaux-Arts : 
  - Portrait de Henri Martin, Salon de 1844, huile sur toile, 119 x 90 cm[4].